# Samuel Gross (Politiker)
Samuel Gross (* 10. November 1776 in Upper Providence, Montgomery County, Pennsylvania; † 19. März 1839 in Trappe, Pennsylvania) war ein US-amerikanischer Politiker. Zwischen 1819 und 1823 vertrat er den Bundesstaat Pennsylvania im US-Repräsentantenhaus.

## Werdegang
Samuel Gross besuchte die öffentlichen Schulen seiner Heimat und betätigte sich danach in der Landwirtschaft. Später schlug er als Mitglied der Demokratisch-Republikanischen Partei eine politische Laufbahn ein. Zwischen 1803 und 1807 war er Abgeordneter im Repräsentantenhaus von Pennsylvania; von 1811 bis 1815 gehörte er dem Staatssenat an.
Bei den Kongresswahlen des Jahres 1818 wurde Gross im zweiten Wahlbezirk von Pennsylvania in das US-Repräsentantenhaus in Washington, D.C. gewählt, wo er am 4. März 1819 die Nachfolge von Levi Pawling antrat. Nach einer Wiederwahl konnte er bis zum 3. März 1823 zwei Legislaturperioden im Kongress absolvieren. Nach seiner Zeit im US-Repräsentantenhaus zog sich Samuel Gross aus der Politik zurück. Er starb am 19. März 1839 in Trappe.